# What is a Woman?
What is a Woman? —en español: ¿Qué es una mujer?—  es un documental estadounidense de 2022 sobre cuestiones de género y transgénero presentado por el comentarista político conservador Matt Walsh, producido y publicado por The Daily Wire, y dirigido por Justin Folk.
El documental fue exhibido gratuitamente por The Daily Wire en Twitter entre el 1 y el 4 de junio de 2023.

## Resumen
El documental presenta a Walsh preguntando «¿Qué es una mujer?» y preguntas relacionadas con una variedad de personas, incluido un pediatra, un terapeuta familiar y matrimonial de afirmación de género, un opositor transgénero de las transiciones médicas para menores, un cirujano que se especializa en cirugía de reasignación de sexo y el psicólogo Jordan Peterson. Matt Walsh también discutió los términos "no-binario" y "transgénero" con una tribu maasai en Kenia y entrevistó a un varón gay que estaba desnudo en público en San Francisco. El documental analiza la cirugía de reasignación de sexo y las atletas transgénero en los deportes femeninos.

## Producción
Matt Walsh dijo que hizo el documental porque no creía que nadie hubiera podido responder a la pregunta principal después de un tuit que había hecho cuatro años antes. Según Walsh, durante la producción, "la mayoría de las personas con las que hablamos no querían hablar de eso o parecían estar confundidas acerca de algo tan simple como lo que es una mujer". Cuando se le preguntó cómo definiría a una mujer, Walsh dijo "una hembra humana adulta" y "habría dado una respuesta que es biológica, porque esa es 100% la respuesta". Walsh también dijo que "creo que la ideología de género puede vencerse porque no resiste ningún escrutinio. Entonces, todo lo que se requiere es que tengamos un poco de audacia, mirarlo a la cara y hacer algunas preguntas básicas".

## Estreno
¿Qué es una mujer? se lanzó para los suscriptores del sitio web The Daily Wire el 1 de junio de 2022. The Daily Wire dijo que el estreno fue "la transmisión con más tráfico en la historia de The Daily Wire ".
The Daily Wire dijo que fue atacado con un ataque de denegación de servicio distribuido (DDoS) durante el estreno del documental.
El 14 de junio, Matt Walsh publicó un libro basado en el documental titulado: ¿Qué es una mujer?: El viaje de un hombre para responder la pregunta de una generación, a través de la rama editorial de The Daily Wire.

### Estreno en Twitter
En celebración del aniversario de su original estreno, The Daily Wire exhibió el documental gratuitamente en Twitter a partir de las 8pm (hora de Nueva York) del 1 de junio de 2023, y durante todo el fin de semana subsiguiente.

## Reacciones
En mayo de 2022, un hombre transgénero dijo que Walsh usó una imagen de su cuenta de Instagram en el documental sin su permiso (que se permite como uso legítimo en algunas circunstancias). Twitter rechazó una solicitud para eliminar un tráiler que contenía la imagen.
El 6 de junio de 2022, Matt Walsh dijo que recibió amenazas de muerte y que la policía se involucró después del lanzamiento del documental.
El representante del estado de Texas, Matt Schaefer, republicano, promocionó el documental, alentando a sus seguidores de Twitter a "preguntar a su senador o representante si lo han visto".

### España
Ramón Pérez-Maura recomendó ver el documental, en particular a partir de las respuestas a la pregunta «¿qué es una mujer?» formulada en marzo de 2023 por feministas en el Teatro Pavón a la titular del Ministerio de Igualdad.

## Recepción crítica
Dimitrije Vojnov de Radio Televisión de Serbia dijo que Walsh podría convertirse en el equivalente de la derecha estadounidense a Michael Moore, e igual de parcial. Sasha Stone de Awards Daily dijo que el documental es "más o menos un perfil de Matt Walsh" que "refleja su último año de hacer la pregunta a los activistas, 'qué es una mujer' ya que aparentemente esto es algo difícil de explicar".
Jack Wolfsohn de National Review afirmó que "la mayoría de los críticos se han negado a revisar What Is a Woman? Debido a la postura que adopta Walsh", citando a Walsh compartiendo "algunas de las respuestas de los críticos que fueron invitados a criticar la película" y se negaron a hacerlo. Stone argumentó que la razón por la que los críticos se negaron a revisar el documental es porque Walsh "es considerado en la parte superior de la lista de enemigos en Twitter, junto con Ben Shapiro, Elon Musk y Donald Trump (cuando estaba en Twitter). " y que "Incluso asociarse con [Matt Walsh] probablemente podría hacer que alguien fuera despedido si hiciera una reseña de la película".

### Reseñas positivas
Carola Minguet Civera recomendó el documental en El Confidencial Digital, advirtiendo empero que «sólo a quienes estén dispuestos a quitarse las lentes de colores políticos y apartar fobias ideológicas (a uno y otro lado)».  Rich Lowry de National Review escribió que, si bien solo había visto fragmentos del documental, son "fascinantes y extremadamente perturbadores".  Rod Dreher de The American Conservative argumentó que el documental muestra que Walsh tuvo "el coraje de hacer las preguntas y exigir las respuestas" de sus oponentes.  Evalyn Homoelle de The Daily Signal calificó el documental como "audaz, humorístico, estimulante e innegablemente escalofriante". Kaylee McGhee White del The Washington Examiner dijo que el documental revela "el esfuerzo por borrar la identidad femenina y la verdad objetiva... perjudicando a las personas, sus familias y las comunidades".  Leor Sapir de City Journal comparó el documental con otros libros y películas que "despiertan una demanda de reforma social", como Unsafe at Any Speed de Ralph Nader, y afirmó que el documental "ha sido virtualmente ignorado por medios de izquierda". Sophia Martinson de The Federalist argumentó que el documental demuestra la "hostilidad escalofriante hacia [la] verdad", y concluyó que "el documental de Walsh no ofrece mucho en términos de curación de la cultura dominante, pero para cualquiera que quiera probar, examinar esa cultura de cerca es un primer paso clave".  Karol Markowicz del New York Post elogió el documental por "exponer la locura del extremismo pro-trans", calificándolo de "un cruce entre el documental de Michael Moore de 1989 Roger & Me, donde el cineasta persiguió al director general de General Motors, Roger Smith, y las películas de Borat". La youtuber transgénero y comentarista política Blaire White elogió el documental en The Spectator Australia.
Laura Dodsworth de The Critic argumentó que el "éxito del documental radica en su búsqueda decidida de la respuesta a una pregunta", pero lo criticó por no "interrogar [ing] el significado del género tanto como pudo". Debbie Hayton de The Spectator afirmó que el documental muestra "La ingenuidad de la brigada de identidad de género", pero dijo que "si bien Walsh critica la ideología de identidad de género, no explicó por qué una idea tan extraña ha cautivado a la sociedad". Nina Power de Compact dijo que "el documental presenta una acusación mordaz e inolvidable de la ideología de género de hoy que debería despertar la acción en todo el espectro político", pero que "el encuadre de Walsh no siempre hace justicia a las posibilidades de tal interpartidismo". alianza en defensa de la mujer, el hombre y la realidad”. Jo Bartosch de Spiked lo llamó "un documental imperdible" que "captura un momento extraño en el tiempo cuando los políticos, los médicos y el mundo corporativo están promocionando alegremente la mentira de que los humanos pueden cambiar de sexo", pero criticó el documental por ignorar las contribuciones de feministas que han sido críticas con el movimiento transgénero, incluidas Helen Joyce, Kathleen Stock, Abigail Shrier, Kara Dansky y Janice Raymond. Christian Toto, crítico de cine y colaborador de The Daily Wire, escribió que "la pregunta elemental de Walsh conduce a consultas más grandes e inquietantes", pero dijo que el documental "podría usar algunos datos duros, junto con más expertos" y empatía hacia las personas transgénero.
Samuel Sey de The Christian Post calificó el documental como "hilarante e inquietante", y agregó que "la infame capacidad de Walsh para mantener un nivel impecable de sátira y seriedad es lo que hace que [el documental] sea tan convincente". Amy Welborn de The Catholic World Report lo calificó de "bien producido, divertido y frustrante", pero dijo que Walsh "no logra profundizar en las preguntas más potentes de su tema". Mathew De Sousa, de The Catholic Weekly, dijo que el documental "ofrece una amplia gama de creencias tanto izquierdistas como conservadoras sobre cuestiones fundamentales de género", pero que "podría ser un recurso más sólido para los cristianos si se dedica un poco más de tiempo a esos argumentos en contra". ideología de género y la agenda transgénero". Erika Ahern de CatholicVote.org dijo que "si bien [el documental] trata de exponer la cultura de la 'justicia sexual' por lo que realmente es, es más profundamente una película sobre la última pregunta de Pilato a Cristo, ' ¿Qué es la verdad? ' Y se trata de lo que sucede cuando respondemos: 'Soy mi propia verdad'". Brett McCracken de The Gospel Coalition elogió el documental por su "concepto narrativo básico pero brillante", pero agregó que "uno se pregunta si un poco más de empatía podría haber fortalecido el caso de Walsh", criticando sus "insultos" a las personas transgénero como "no una gran táctica en la persuasión, ni en la evangelización".

### Reseñas negativas
Claire Goforth de The Daily Dot calificó el documental de transfóbico y afirmó que "la duplicidad es fundamental para la creación de este documental". John Kendall Hawkins de CounterPunch calificó el documental como "una tontería más conservadora", y concluyó que "simplemente se suma al implacable ruido blanco del que parece que no podemos escapar y no agrega nada a nuestra humanidad. No vale la pena ver la película, pero vale la pena señalar su postura". Nathan J. Robinson de Current Affairs afirmó que el documental muestra "ignorancia conservadora" y trata los "prejuicios crueles y sin sentido... como 'sentido común'", y concluyó que "desacreditar estas cosas es fácil", pero que "propaganda ingeniosa como ¿Qué es una mujer? causará un daño real a las personas trans, y aunque generalmente considero que la censura es contraproducente, no debemos subestimar la toxicidad de una película como esta". Moisés Méndez II de Rolling Stone también calificó el documental de transfóbico y afirmó que representa una "ideología esencialista". Méndez criticó a las empresas de redes sociales por permitir que The Daily Wire presente anuncios del documental en sus plataformas y dijo que "la facilidad con la que se le permite al Daily Wire promover este proyecto a través de anuncios en múltiples plataformas habla de las prioridades de las empresas de redes sociales". durante el mes del Orgullo, o cualquier mes".
Erin Rook de LGBTQ Nation calificó el documental de "propaganda" que está "lleno de mentiras transfóbicas", y agregó que "Walsh pinta una imagen aterradora de niños mutilados y profesionales confundidos, de una ideología inmoral que amenaza el estilo de vida cristiano occidental", y que "proporciona municiones para aquellos que buscan privar a las personas transgénero del acceso a una atención médica afirmativa y que salva vidas". Eli Erlick, fundador de la organización Trans Student Educational Resources, dijo que "creer lo que hay en [el documental] requiere un odio fantástico hacia las personas trans" y que muestra una "falta terrible de investigación sobre la comunidad trans".

### Reseñas mixtas
Jennifer Graham de Deseret News dijo que Walsh "puede estar troleándonos a todos con la película", pero que "podría estar haciendo la pregunta que voltee la guerra cultural ".
Jason Whitlock de Blaze Media calificó el documental de "genial", pero lo criticó por no mencionar a Dios o al cristianismo, diciendo que "lucha en una guerra espiritual en términos seculares" y que "antes de responder 'qué es una mujer', debemos volver a aprender el significado de ser cristiano". Whitlock también destacó su conversación con Walsh sobre el tema, durante la cual dijo: "No queríamos que la película fuera un debate teológico o que presentara el tema como si tuvieras que ser religioso para no estar de acuerdo con la ideología de género", y agregó: "Eso es el enfoque que la izquierda hubiera querido que tomáramos".
Adam Zivo, del periódico canadiense National Post, elogió el documental por "revelar [ing] el absurdo activista", pero dijo que "finalmente falla" porque "Walsh parece más interesado en capturar momentos 'te pillé' con sus entrevistados" y afirmó que Walsh usó "narración de mala fe para irritar al público mientras se simplifican demasiado los problemas complejos".